# Chiesa di Santa Maria Apparens
La chiesa di Santa Maria Apparens è situata nella frazione Alvi del comune di Crognaleto in provincia di Teramo.

## Storia
Narra la tradizione che un soldato francese, ferito ed abbandonato sulla montagna di Alvi (piccola frazione del comune di Crognaleto), ormai in fin di vita, abbia invocato l'aiuto della Vergine Santa.
Maria, sempre sollecita verso i figli devoti, apparendogli avrebbe promesso la salvezza a condizione che in quel luogo facesse costruire un tempio a lei dedicato. 
Il soldato, di facoltosa famiglia, guarito, mantenne il voto. La chiesa venne edificata nel 1300 e dedicata alla Madonna Apparens, in memoria dell'apparizione.